# Sybra fuscopicta
Sybra fuscopicta là một loài bọ cánh cứng trong họ Cerambycidae.